# 안천터미널
안천터미널은 전북특별자치도 진안군 안천면 진무로 2980 (노성리 1241-13)에 위치한 시외버스및 농어촌버스 터미널이다. 안천버스정류소이라고 하기도 한다. 고속버스 전산망상의 터미널 번호는 651이다.
지상 2층 건물에 1층은 매표소와 승차장, 상업시설이 있으며, 2층은 비어 있다.

## 운행 노선

### 시외버스
| 방면        | 행선지                               |
| ----------- | ------------------------------------ |
| 충청권 방면 | 금산, 송풍                           |
| 호남권 방면 | 구천동, 무주, 설천, 전주, 적상, 진안 |

## 운송 회사
- 전북고속
- 무진장여객